# Макарьин, Василий Алексеевич
Василий Алексеевич Макарьин (15 августа 1921, деревня Покровская, Вельский район, Архангельская область — 3 апреля 1984, Архангельск) — советский хозяйственный, государственный и политический деятель.

## Биография
Участник Великой Отечественной войны. С 1946 года на хозяйственной, общественной и политической работе. Ответственный работник Вельского райкома КПСС, с 1952 года секретарь Холмогорского райкома КПСС, председатель Холмогорского райисполкома, первый секретарь Ленского райкома КПСС. В 1960 году окончил Высшую партийную школу при ЦК КПСС, в течение двух лет заведовал отделом организационно-партийной работы Архангельского обкома КПСС.
С 1968 года и до конца жизни председатель Архангельского областного Совета профсоюзов. По инициативе Василия Макарьина были построены ключевые спортивные и культурные объекты региона: стадион «Труд», Дворец спорта, бассейн «Водник» в Архангельске, известный на весь Север санаторий «Беломорье», а также десятки домов культуры в районах области.
Делегат XXIV, XXV и XXVI съезда КПСС.

## Память
В соответствии с Положением о порядке установки памятных знаков и памятных (мемориальных) досок на территории муниципального образования «Город Архангельск», утвержденным решением Архангельского городского Совета депутатов от 05.04.2007 № 374 (с изменениями и дополнениями), с целью увековечения памяти В. А. Макарьина Архангельская городская Дума разрешила установку мемориальной доски Макарьину Василию Алексеевичу, участнику Великой Отечественной войны, награжденному орденом Трудового Красного Знамени, орденом Красной Звезды, медалями СССР, возглавлявшему Архангельский областной Совет профсоюзов в 1968—1984 гг., внесшему большой вклад в развитие социальной инфраструктуры города Архангельска и Архангельской области, на фасаде здания, расположенного по адресу: г. Архангельск, пр. Троицкий, д. 39.